# حدائق (استان سکیکده)
حدائق (به عربی: الحدائق) یک شهرداری در الجزایر است که در استان سکیکده واقع شده‌است.